# Monzuno
Monzuno ist eine italienische Gemeinde mit 6414 Einwohnern (Stand 31. Dezember 2023) in der Metropolitanstadt Bologna.

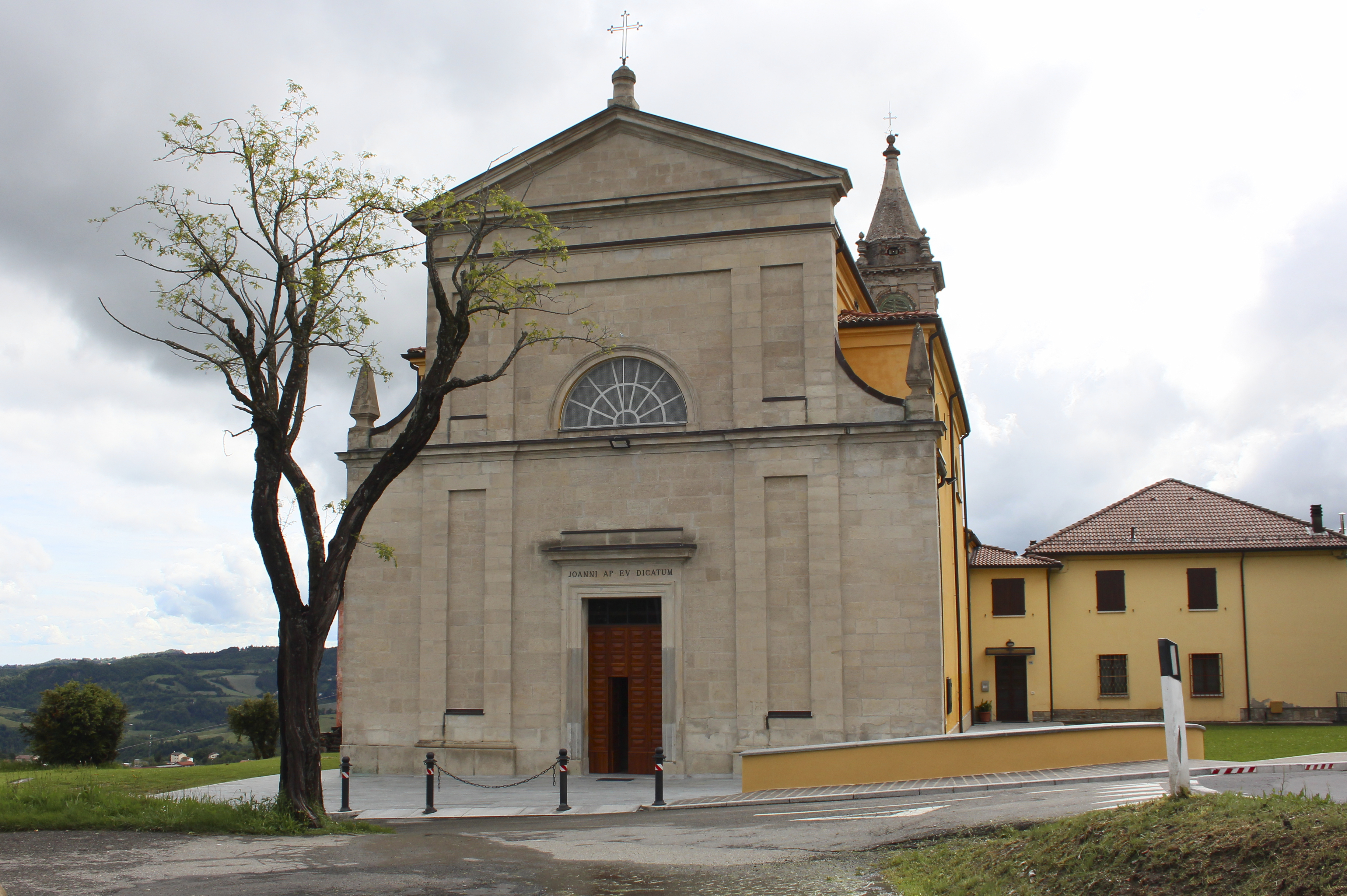
Die Pfarrkirche San Giovanni Evangelista in Monzuno

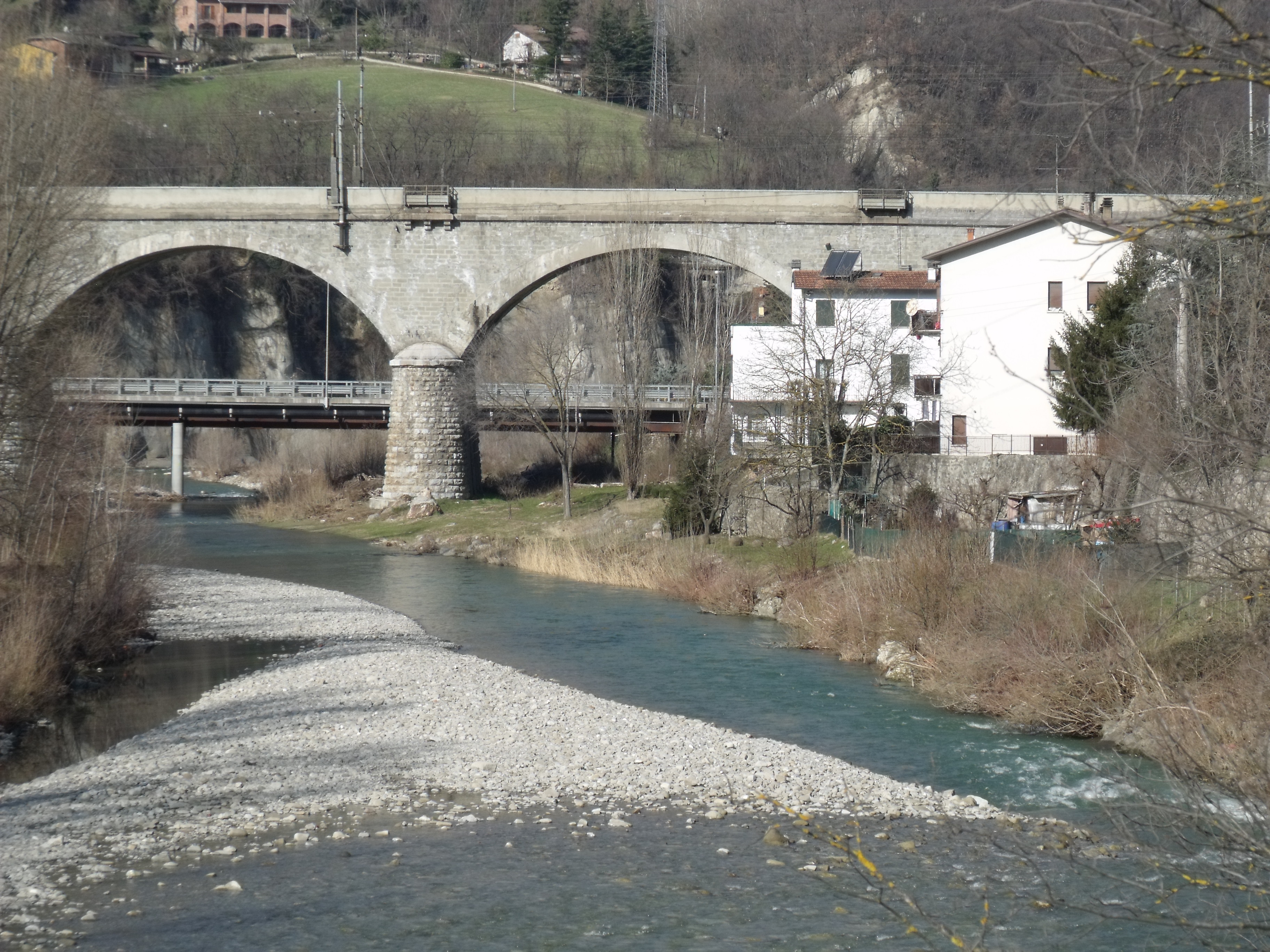
Brücke über den Setta im Ortsteil Vado

## Gemeindegebiet und Geschichte
Das Gemeindegebiet erstreckt sich auf den westlichen Berghängen vom Savena-Tal, auf dem nördlichen Bergkamm vom Monte Venere und an der linken Seite der Bäche Setta und Sambro. 
Noch im 12. Jahrhundert war die Gemeinde unter der Verwaltung der Markgrafschaft Toskana. Vermutlich kam die Gemeinde nach der Herrschaft der Langobarden in den Besitz der Ubaldinis und wurde später an Matilde di Canossa abgetreten. Das Gebiet wurde letztendlich zwischen den adligen Familien der Da Monzuno, Da Montorio und Da Panico aufgeteilt. In der Geschichte von Monzuno war die Burg vermutlich Teil der Gerichtsverwaltung von Scanello und wurde danach der Kirche von Pisa überlassen. Später erhielt sie die Unabhängigkeit unter der Herrschaft, die sich vermutlich von den Ubaldinis abgezweigt hatte. Die Da Monzuno siegten über die Da Montorio, die um Hilfe von den kirchlichen Kreisen baten und kämpften an der Seite der Geremei (Guelfen) gegen die Lambertazzi (Ghibellinen). Trotzdem zeigten sie während der Krise die wahre Natur ihrer politischen Neigungen, indem sie für die Adeligen zu Lasten der mittleren Schicht Partei ergriffen. 
Die Bologneser wussten nur zu gut um die politische Ambivalenz der Adelsfamilien und versuchten seither diese mit Aufgaben und Ämtern zu betrauen, um deren Herrschaftsanspruch zu festigen. Bologna gelang es, im Jahre 1371 Monzuno und die Burg von Aligrano zu unterwerfen. Allerdings ergriff Guiduccio da Monzuno Partei für die Rebellen und beschloss, die Lambertazzi zu unterstützen. Bologna reagierte mit Entschlossenheit und schickte Truppen und Pferde, um die Burg endgültig zu erobern. 
Monzuno wurde Ende des 15. Jahrhunderts unter der Herrschaft von Giovanni Bentivoglio zu einem Kommissariat. Der Bezirk wurde im Jahre 1514 der Familie der Manzoli überlassen und fiel dann den Herzögen von Acquasparta zu. Mit der Machtergreifung der Franzosen im Jahre 1797 entstanden mit der Aufteilung des Gebiets mehrere Gemeindeeinheiten: Monzuno, Brigola, Vado und Valle di Sambro. 1810 wurde der Bezirk Monzuno in das Gebiet des Kirchenstaates integriert und damit fielen auch die Ortschaften Trasasso, Brigola, Gugliara, Vado, Monterumici, Brigadello, Brento, Valle di Sambro, Gabbiano, Montorio und Rioveggio in diese neue Zuständigkeit. 
Die neuere Geschichte zeigt eine verbreitete Tendenz zur Partisanenbewegung als Folge des zunehmenden Faschismus während des Zweiten Weltkrieges. In Monzuno verschanzte sich nämlich Mario Musolesi, besser bekannt als Il lupo (Der Wolf). Er war der Kopf der Partisanenbewegung Stella rossa (Roter Stern). 

## Die Ortschaft Brento
Da die Ortschaft Brento eine sehr bewegte Tradition hat, verdient sie besonderer Beachtung, auch wenn sie nur ein Teil des Gemeindegebiets von Monzuno ist. Brento war ein königlicher Besitz und wurde als solcher vom langobardischen König Aistulf an den Herzog Orso verschenkt, um schließlich an die Abtei Nonantola zu fallen. Die Ortschaft kam danach in den Besitz des Bischofs von Bologna. Nach dem 11. Jahrhundert begann der Niedergang der Ortschaft. 1239 verschenkte der Bischof von Bologna die Kirche von Brento an die Geistlichkeit von Bologna. Im 14. Jahrhundert war der Vicariato di Montagna (Vikariat der Berge) in Monzuno tätig. Die Gemeinschaft von Mönchen, die sich hier niederließ, zerstreute sich dann nach 1632. Die alte Pfarrkirche ist im Verlauf von Kriegen zerstört worden.

## Die Ortschaft Montorio
Die Ortschaft Montorio war der Hauptort eines breiten Kirchenbezirks, lange bevor Monzuno seine Verwaltungsrechte erwarb. Dieser Bezirk umfasste 42 Pfarreien und wurde in späterer Zeit zerstückelt. 1582 verlegte der Kardinal Gabriele Paleotti die Pfarrei nach Monzuno. Montorio gehörte am Anfang den lokalen Feudalherren, dann den Grafen Castelli von Bologna. Die letzteren schenkten den Palast von Montorio dem Militärorden Santo Stefano di Toscana, um daran beteiligt zu sein. Der Großherzog von Toskana nahm den Vorschlag gern an, legte das Priorat von Bologna fest und überließ die Verwaltung den Castellis. Später fiel der Besitz an den Grafen Francesco di Thurn-Valsassina, danach an die Marullis aus Bologna und schließlich an die Bertis.